# Carl Lange (acteur)
Pour les articles homonymes, voir Carl Lange.
Carl Adolf Lange (né le 30 octobre 1909 à Flensbourg, mort le 23 juin 1999 à Ostfildern) est un acteur allemand.

## Biographie
Lange est un peintre de décoration et fait première apparition en 1925 à Flensbourg. Il va sur différentes scènes, dont Tilsit. En 1938, il devient directeur principal du Grenzlandtheater de Zittau. De 1946 à 1958, il travaille dans des théâtres de Stuttgart.
Mais au milieu des années 1950, Carl Lange devient un acteur de cinéma. Il est connu pour ses cheveux courts et sa voix comme interprète idéal des officiers, des nobles et autres personnes à respecter.
Lange apparaît également souvent dans des téléfilms avec un arrière-plan historique ainsi que dans des adaptations littéraires et des séries de suspense, dans lesquels il joue les mêmes rôles habituels.

## Filmographie
| - 1955 : Unruhige Nacht (téléfilm) - 1957 : Die Kraft und die Herrlichkeit (téléfilm) - 1957 : Der Stern von Afrika - 1957 : La Nuit quand le diable venait - 1958 : Dr. Crippen lebt - 1958 : Grabenplatz 17 - 1958 : Le Brigand au grand cœur - 1958 : Christine - 1958 : Chiens, à vous de crever ! - 1959 : La Grenouille attaque Scotland Yard - 1959 : Les Géants de la forêt - 1959 : L'Ombre de l'étoile rouge - 1960 : Les Mystères d'Angkor - 1960 : Les chacals meurent à l'aube - 1960 : L'Héritage de Björndal - 1960 : Die Brücke des Schicksals - 1960 : Fabrique d'officiers S.S. (de) - 1961 : Elisabeth von England (téléfilm) - 1961 : Bankraub in der Rue Latour - 1961 : La Fille de Hong Kong - 1961 : Barbara - 1961 : Sansibar (téléfilm) - 1962 : Anfrage (téléfilm) - 1962 : Espions sur la Tamise - 1963 : Antonius und Cleopatra (téléfilm) - 1963 : In einer fremden Stadt (téléfilm) - 1963 : Der Belagerungszustand (téléfilm) - 1963 : Stalingrad (téléfilm) - 1964 : Toujours au-delà - 1964 : Der Prozess Carl von O. (téléfilm) - 1964 : In der Sache J. Robert Oppenheimer (téléfilm) - 1964 : Le Défi du Maltais (Der Hexer) - 1964 : Die fünfte Kolonne – Treffpunkt Wien (téléfilm) - 1965 : Le Dernier des Mohicans - 1965 : Corrida pour un espion - 1965 : Duell vor Sonnenuntergang - 1965 : Acht Stunden Zeit (téléfilm) | - 1965 : Oberst Wennerström (téléfilm) - 1965 : Die fünfte Kolonne (série télévisée, épisode : "Zwielicht") - 1965 : Winnetou III - 1965 : Die fünfte Kolonne (série télévisée, épisode : Ein Mann namens Pawlov) - 1966 : Jan Himp und die kleine Brise (téléfilm) - 1966 : Im Jahre Neun (téléfilm) - 1966 : Der Fall Mata Hari (téléfilm) - 1966 : Der Fall Jeanne d'Arc (téléfilm) - 1966 : Pontius Pilatus (téléfilm) - 1965 : Der neue Mann (téléfilm) - 1967 : La Main de l'épouvante - 1967 : Le Vampire et le Sang des vierges - 1967 : Mittsommernacht - 1968 : L'Homme à la Jaguar rouge - 1968 : An Einzeltischen (téléfilm) - 1968 : Affäre Dreyfuss (téléfilm) - 1968 : Die fünfte Kolonne (série télévisée, épisode : Eine Million auf dem Nummernkonto) - 1969 : In einem Monat, in einem Jahr - 1970 : Vor Sonnenuntergang (téléfilm) - 1970 : Perrak (de) - 1970 : Un prêtre pas comme les autres - 1971 : Des vacances amoureuses au Tyrol (Verliebte Ferien in Tirol) - 1971 : Der Kapitän - 1971 : Der Kommissar (série télévisée, épisode : Besuch bei Alberti) - 1972 : Mit dem Strom (téléfilm) - 1972 : Die Pueblo-Affaire (téléfilm) - 1972 : Le Hurlement des loups - 1972 : Der Kommissar (série télévisée, épisode : Fluchtwege) - 1973 : Château de Saint-Hubert - 1975 : Der Stechlin (mini-série) - 1975 : Der Kommissar (série télévisée, épisode : Ein Playboy segnet das Zeitliche) - 1977 : Inspecteur Derrick (série télévisée, épisode : Une nuit d'octobre) - 1979 : Die Buddenbrooks (mini-série) - 1979 : Jauche und Levkojen (mini-série) - 1980 : Nirgendwo ist Poenichen (mini-série) - 1984 : Inspecteur Derrick (série télévisée, épisode : L'Ange gardien) - 1985 : Die Karpfenschlacht |